# デズモンド・チャイルド
デズモンド・チャイルド（Desmond Child、1953年10月28日 - ）は、アメリカ合衆国の作詞家・作曲家、ミュージシャン、音楽プロデューサー。本名、ジョン・チャールズ・バレット（John Charles Barret）。

## 経歴
1953年10月、フロリダ州ゲインズビルにてキューバ系の家系で生まれる。幼少時代はマイアミ、ポンセを経てプエルトリコで育つ。この時、母親にピアノを教わったのを機に、音楽活動に関心を持ち始め、高校時代には友人と共にバンドを結成する。
地元・マイアミの大学に進学し、ミリアム・ヴァイル、マリア・ヴィダル、ダイアナ・グラッセリらの友人と共にデスモンド・チャイルド＆ルージュを結成する。1978年にはレコード・デビューを果たすが、アルバムを2作発表した後、解散する。
1979年に発表されたキッスのヒット曲「ラヴィン・ユー・ベイビー」（1979年）を共作したことを皮切りに作詞・作曲活動に専念し、様々なミュージシャン、アーティスト、バンドに、楽曲を提供し、ヒット作を生み出している。現在でも時折、ミュージシャンの活動を行っており、1991年にはリッチー・サンボラやダイアン・ウォーレンらを迎えてアルバム『Discipline』を発表した。
同性愛者であり、テネシー州ナッシュビルにて、パートナーのカーティス・ショウと養子である双子の男児と共に暮らしている。

## 手掛けたアーティストと代表曲
- ボン・ジョヴィ - 「リヴィン・オン・ア・プレイヤー」、「禁じられた愛」（『ワイルド・イン・ザ・ストリーツ』）
- エアロスミス - 「デュード」、「エンジェル」（『パーマネント・ヴァケーション』）、「ホワット・イット・テイクス」（『パンプ』）、「フレッシュ」、「クレイジー」（『ゲット・ア・グリップ』）、「ホール・イン・マイ・ソウル」（『ナイン・ライヴズ』）、「アナザー・ラスト・グッドバイ」（『ミュージック・フロム・アナザー・ディメンション!』）
- キッス - 「ラヴィン・ユー・ベイビー」(『地獄からの脱出』（1979年）)、「ヘヴンズ・オン・ファイアー」
- アリス・クーパー - 「ポイズン」（『トラッシュ』(1989年)）
- リッキー・マーティン - 「リヴィン・ラ・ヴィダ・ロカ」
- ザ・ラスマス - 「Jezebel」（2022年ユーロビジョン・ソング・コンテストのフィンランド代表曲）[2]
- ボニー・タイラー
- ミート・ローフ
- シェール - デズモンド・チャイルドの"Love on a Rooftop"をカバー。
- ラット
- スコーピオンズ
- ジョーン・ジェット&ザ・ブラックハーツ
- ジェシー・マッカートニー
- セバスチャン・バック
- ケイティ・ペリー
- トキオ・ホテル
- マーガレット・チョー
- ポール・スタンレー
- エース・フレーリー
- シカゴ
- ロニー・スペクター - デズモンド・チャイルドの"Love on a Rooftop"をカバー。
- ロビー・ウィリアムズ